# (1525) Savonlinna
(1525) Savonlinna – planetoida z pasa głównego asteroid okrążająca Słońce w ciągu 4 lat i 156 dni w średniej odległości 2,7 au. Została odkryta 18 września 1939] roku w Obserwatorium Iso-Heikkilä w Turku przez Yrjö Väisälä. Nazwa planetoidy pochodzi od Savonlinny, miasta w Finlandii. Przed nadaniem nazwy planetoida nosiła oznaczenie tymczasowe (1525) 1939 SC.